# 1932년 하계 올림픽 육상 남자 마라톤
1932년 하계 올림픽 육상 남자 마라톤은 미국 로스앤젤레스에서 진행된 1932년 하계 올림픽 육상의 세부 종목이다. 8월 7일에 경기가 진행되었고, 14개국에서 선수 28명이 참가하였다.

## 대회 이모저모
대한민국의 언론사 동아일보가 김은배 6위 입상 소식을 보도하면서 일장기를 지운 일장기 말소사건이 일어났다.

## 경기장
| 도시         | 경기장                         | 원어명                        | 비고 |
| ------------ | ------------------------------ | ----------------------------- | ---- |
| 로스앤젤레스 | 로스앤젤레스 메모리얼 콜리세움 | Los Angeles Memorial Coliseum |      |

## 경기 결과
| 순위 | 선수                             | 기록    | 비고 |
| ---- | -------------------------------- | ------- | ---- |
| 1    | 후안 카를로스 사발라 (ARG)       | 2:31:36 |      |
| 2    | 샘 페리스 (GBR)                  | 2:31:55 |      |
| 3    | 아르마스 토이보넨 (FIN)          | 2:32:12 |      |
| 4    | 덩컨 라이트 (GBR)                | 2:32:41 |      |
| 5    | 츠다 세이치로 (JPN)              | 2:35:42 |      |
| 6    | 김은배 (JPN)                     | 2:37:28 |      |
| 7    | 와이테이 마이클슨 (USA)          | 2:39:38 |      |
| 8    | 오스카르 헤크시 (TCH)            | 2:41:35 |      |
| 9    | 권태하 (JPN)                     | 2:42:52 |      |
| 10   | 안데르스 하르팅톤 안데르센 (DEN) | 2:44:38 |      |
| 11   | 한스 올더그 (USA)                | 2:47:26 |      |
| 12   | 클리프 브리커 (CAN)              | 2:47:58 |      |
| 13   | 미켈레 파넬리 (ITA)              | 2:49:09 |      |
| 14   | 조니 밀레스 (CAN)                | 2:50:32 |      |
| 15   | 파울 데 브룬 (GER)               | 2:52:39 |      |
| 16   | 프랑수아 베주 (FRA)              | 2:53:34 |      |
| 17   | 페르난도 시카렐리 (ARG)          | 2:55:49 |      |
| 18   | 에디 커드워스 (CAN)              | 2:58:35 |      |
| 19   | 조앙 클레멘테 다 실바 (BRA)      | 3:02:06 |      |
| 20   | 마르가리토 폼포소 (MEX)          | 3:10:51 |      |
| -    | 호세 리바스 (ARG)                |         | DNF  |
| -    | 마투레우스 마르콘데스 (BRA)      |         | DNF  |
| -    | 호르헤 페리 (COL)                |         | DNF  |
| -    | 빌레 퀴뢰넨 (FIN)                |         | DNF  |
| -    | 라세 비르타넨 (FIN)              |         | DNF  |
| -    | 프란체스코 로차티 (ITA)          |         | DNF  |
| -    | 산티아고 에르난데스 (MEX)        |         | DNF  |
| -    | 지미 헤니건 (USA)                |         | DNF  |

## 범례
|  | 세계 신기록                  |  |                   | 아프리카 신기록 |                      | Q | 예선 통과 |
|  | 올림픽 신기록                |  | 북아메리카 신기록 | DNS             | 경기를 시작하지 않음 |   |           |
|  |                              |  | 아시아 신기록     | DNF             | 경기를 마치지 않음   |   |           |
|  | 국가 신기록                  |  | 유럽 신기록       | DSQ             | 실격                 |   |           |
|  | 개인 최고 기록 (개인 신기록) |  | 오세아니아 신기록 | WD              | 기권                 |   |           |
|  | 시즌 최고 기록 (시즌 신기록) |  | 남아메리카 신기록 | NM              | 기록 없음            |   |           |

## 메달리스트
| 금                                | 은               | 동                         |
| 후안 카를로스 사발라 · 아르헨티나 | 샘 페리스 · 영국 | 아르마스 토이보넨 · 핀란드 |

## 참고 자료
- (영어) 국제 올림픽 위원회 메달리스트 데이터베이스
- (영어) “Athlecis at the 1932 Los Angeles Summer Games: Men's Marathon”. sports-reference.com. 2009년 8월 19일에 원본 문서에서 보존된 문서. 2011년 7월 11일에 확인함.
- (영어) 공식 올림픽 보고서
- (폴란드어) Pawel, Wudarski (1999). “Wyniki Igrzysk Olimpijskich”. 2008년 10월 14일에 원본 문서에서 보존된 문서. 2011년 7월 11일에 확인함.